# Dagmar Trodler
Dagmar Trodler (* 25. Juli 1965 in Düren) ist eine deutsche Schriftstellerin. Seit 2009 lebt und arbeitet sie in Island.
Die ausgebildete Krankenschwester studierte skandinavische Philologie in Saarbrücken, Aachen und Köln und begann während des Studiums mit dem Schreiben historischer Romane. 
2001 erschien ihr Erstlingswerk Die Waldgräfin, welches den Auftakt zu einer erfolgreichen Trilogie um Alienor von Sassenberg und Erik Emundson, die im 11. Jh. n. Chr. angesiedelt ist, bildet. Freyas Töchter stellt den zweiten Band der Reihe dar, die von Die Tage des Raben abgeschlossen wird.
2007 erschien der zeitgenössische Roman Der letzte lange Sommer; eine Geschichte aus dem Osten Islands über eine deutsche Aussteigerin und einen alten isländischen Schafbauern.
Trodler schreibt Fachartikel für verschiedene Print- und Onlinemagazine im Pferdebereich, übersetzte Magnús Skúlasons "Islandpferdetraining" vom Schwedischen ins Deutsche und engagiert sich für pferdegerechtes Reiten. Außerdem übersetzt sie Texte für ein isländisches Nachrichtenmagazin.

## Werke
- 2001 Die Waldgräfin, historischer Roman, Blanvalet (1. Teil von Erik & Alienor)
- 2003 Freyas Töchter, historischer Roman, Blanvalet (2. Teil von Erik & Alienor)
- 2005 Die Tage des Raben, historischer Roman, Blanvalet (3. Teil von Erik & Alienor)
- 2007 Der letzte lange Sommer, zeitgenössischer Roman, Blanvalet
- 2007 Die Rose von Salerno, historischer Roman, Blanvalet
- 2009 Die Totenfrau des Herzogs, historischer Roman, Blanvalet
- 2010 Die Stunde der Seherin, historischer Roman, Blanvalet
- 2012 Der Duft der Pfirsichblüte, historischer Roman, Aufbau-Verlag
- 2020 Die Highland Schwestern, historischer Roman, Aufbau-Verlag (Neuausgabe von Die Stunde der Seherin)

Übersetzungen: Die Waldgräfin ist 2007 auf Russisch erschienen.
Der Duft der Pfirsichblüte ist 2017 auf Spanisch erschienen.